# Balanaikanadoddi, Malur
Balanaikanadoddi là một làng thuộc tehsil Malur, huyện Kolar, bang Karnataka, Ấn Độ.